# Šuničiro Okano
Šuničiro Okano (japonsko 岡野 俊一郎), japonski nogometaš in trener, 28. avgust 1931, Tokio, Japonska, † 2. februar 2017, Tokio.
Za japonsko reprezentanco je odigral dve uradni tekmi.